# 内田修平
内田 修平（うちだ しゅうへい、1989年9月8日 - ）は、日本の囲碁棋士。八段。山梨県甲府市出身、大淵盛人九段門下。日本棋院東京本院所属。2005年、15歳で入段。主な実績に、新人王戦優勝（2008年）、若鯉戦優勝2回（2009年・2011年）、名人戦リーグ2期など。

## 経歴
1994年、5歳より囲碁を始める。1998年、甲府市立北新小学校3年で、少年少女囲碁大会に出場し、優勝する井山裕太に敗れる。同小4年で、少年少女囲碁大会に出場し、初戦の下坂美織に敗れる。大淵盛人の通い弟子となる。同小5年で、少年少女囲碁大会に出場し、後に院生となる準優勝者に敗れる。同小6年で、少年少女囲碁大会全国大会優勝（準優勝は兆乾）。日本棋院院生となる。
2002年、棋士採用試験では予選通過できず。2003年、冬季棋士採用試験では14位に終わる。
2004年、大淵盛人の内弟子となり、神奈川県津久井郡相模湖町へ転居。夏季棋士採用試験では、10位に終わる。冬季採用試験では、5位となる。
2005年、中野杯U20選手権で4位入賞。院生リーグ戦で3か月連続1位という圧倒的な成績を収め、6月30日付で入段を果たす。2007年8月17日、二段（公式棋戦30勝）に昇段。
2008年、新人王戦で河英一を2-0で降し、優勝。同棋戦はこの年から優勝経験者は「卒業」となるようシステムが変わったとはいえ、二段での優勝はそれまでの記録を大きく破るもので話題を呼んだ。
2009年、賞金ランキングにより、三段へ昇段。若鯉戦（非公式戦）で優勝。2010年、賞金ランキングにより、四段に昇段。
2011年、賞金ランキングにより、五段に昇段。10月、第37期名人戦で自身初のリーグ入りを果たす。規定により、七段に飛び付け昇段。11月20日、公式戦となった若鯉戦にて決勝戦で志田達哉を降し優勝する。若鯉戦は抽選時六段以下が参加資格のため、ラストチャンスをものにしたこととなる。棋道賞新人賞を受賞。
2012年8月まで行われた第37期名人戦リーグは、2勝6敗で陥落。2015年にも第41期名人戦で自身二度目のリーグ入りを果たしたが、0勝8敗で陥落となった。
2020年、第45期棋聖戦でファーストトーナメントを突破すると、Cリーグ4勝1敗でBリーグに昇格。2021年、第46期棋聖戦Bリーグでは2勝5敗の7位で降格。

## 棋歴

### 獲得タイトル
- 新人王戦 （2008年・第33期）
- 若鯉戦 1回（2011年・第6回）

### 良績
- 名人戦 リーグ入り2期（第37期2-6、第41期0-8）
- 若鯉戦 優勝（2009年・第4回）※当時は非公式戦

### 受賞歴
- 棋道賞新人賞（2011年）

### 昇段履歴
- 2005年夏季 入段（2006年度採用）
- 2007年8月17日 二段（勝数規定）[11]
- 2009年1月1日 三段（賞金ランキング）[12]
- 2010年1月1日 四段（賞金ランキング）[13]
- 2011年1月1日 五段（賞金ランキング）[14]
- 同年10月28日 七段（第37期名人戦リーグ入り）[15]
- 2021年7月30日 八段（勝数規定）[18]